# Belsana
La revista de Internet Belsana fue la primera publicación dedicada exclusivamente al extremeño y a los dialectos de Extremadura. Su principal peculiaridad consistía en estar redactada prácticamente en su totalidad en la modalidad alto-extremeña, tanto las noticias como los artículos científicos. Fue fundada en 2001 por Nicolás Valle Morea. Su periodicidad era cuatrimestral. Se editaron 7 números hasta su desaparición en el año 2003. La importancia de Belsana, aparte de su contribución al estudio dialectológico, fue servir de aglutinante de expertos y usuarios del extremeño que hasta ese momento desarrollaban sus actividades de manera aislada. Existe también un consenso total de que fue el artífice del renacimiento de la conciencia lingüística de Extremadura. En la sección de dialectología de la Biblioteca Virtual Extremeña (BVE) se pueden consultar diversos artículos y entrevistas publicados en la revista Belsana.